# فیلم‌شناسی نیکلاس کیج

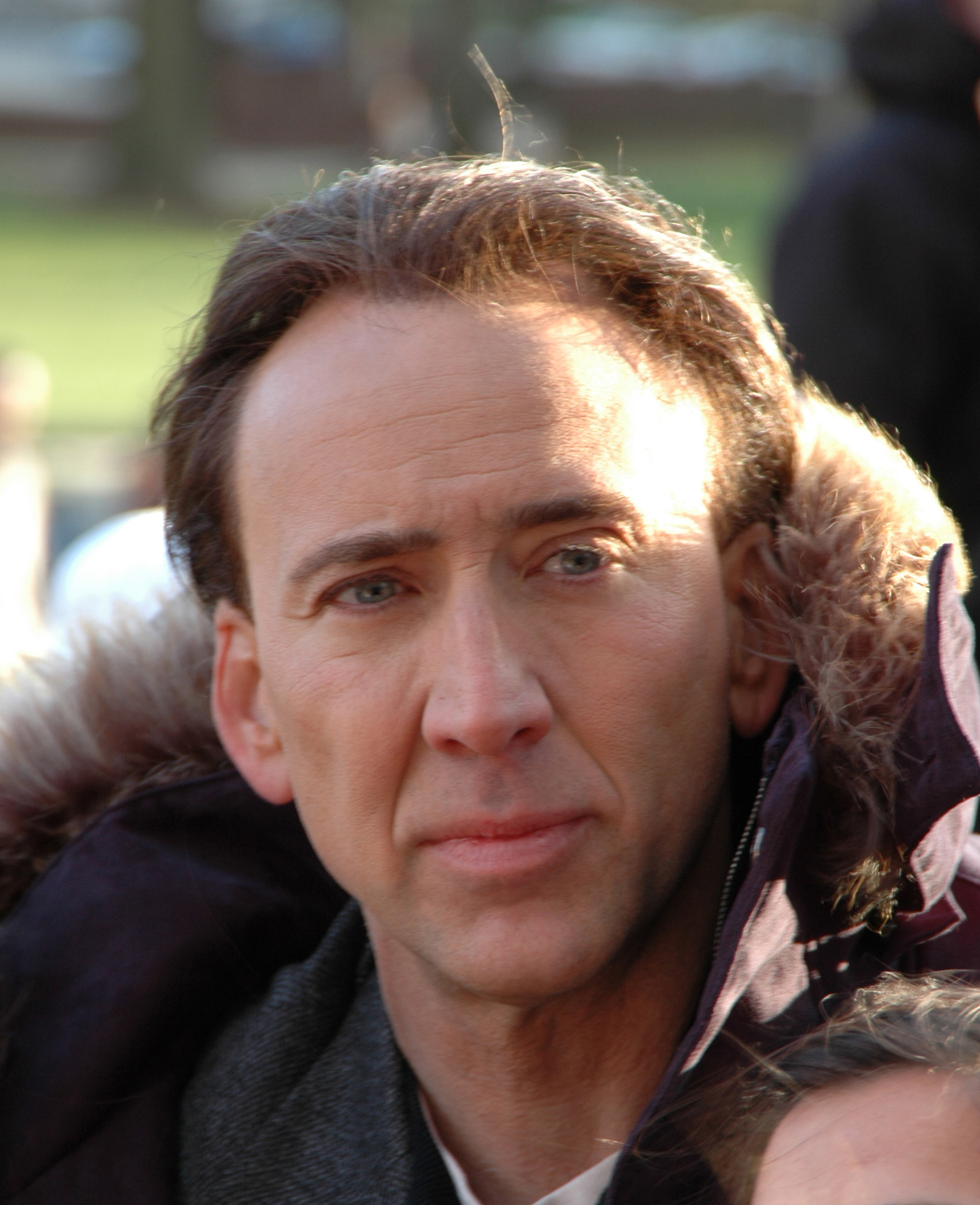
کیج روی صحنهٔ گنجینه ملی: کتاب رمز در سال ۲۰۰۶

نیکلاس کیج بازیگر و تهیه‌کننده آمریکایی است. او فعالیت خود را در سال ۱۹۸۱ با بازی در قسمت آزمایشی مجموعه تلویزیونی بهترین اوقات آغاز کرد. سال بعد، کیج در فیلم اوقات خوش در ریجمونت های، نخستین فیلم سینمایی خود را بازی کرد. این دومین و آخرین باری بود که با نام تولدش نیکلاس کاپولا فعالیت کرد. سپس او به دلیل ارتباطش با خانواده کاپولا، نام حرفه‌ای خود را تغییر داد تا در آینده به پارتی‌بازی متهم نشود. کیج در سال ۱۹۸۳ در کمدی رمانتیک دختر دره، نقش اصلی را در کنار دبورا فورمن بازی کرد. این فیلم مورد ستایش منتقدان قرار گرفت و توسط راتن تومیتوز به عنوان یک «فیلم لوس و در عین حال دوست داشتنی» با «بازی جذاب از دو بازیگر اصلی» خلاصه شد.
در سال ۱۹۸۴، کیج نسخه‌ای تخیلی از هیتمن ایرلندی-آمریکایی، مد داگ کال («وینسنت دوایر») را در فیلم انجمن پنبه به تصویر کشید. در همان سال در فیلم بردی، فیلمی که توسط هیئت ملی بازبینی فیلم به عنوان یکی از ده فیلم برتر آن سال انتخاب شد، ایفای نقش کرد. در سال ۱۹۸۶، او در نقش ند هنلان در پسر آبی‌پوش و چارلی بودل در فیلم پگی سو ازدواج کرد، پیش از کمدی جنایی بزرگ کردن آریزونا (۱۹۸۷)، به نویسندگی و کارگردانی برادران کوئن، بازی کرد. در سال ۱۹۸۸، او برای بازی در فیلم ماه‌زده نامزد جایزه گلدن گلوب بهترین بازیگر مرد – موزیکال یا کمدی شد. در سال ۱۹۸۹، او در فیلم کمدی سیاه بوسه خون‌آشام به ایفای نقش پرداخت. یک بمب گیشه که بعداً طرفداران خاص خود را پیدا کرد. نیویورک تایمز بازی کیج را در این فیلم «نامنظم و خودخواهانه‌» خواند.
در سال ۱۹۹۲، کیج دومین نامزدی گلدن گلوب خود را برای بازی در ماه عسل در وگاس دست‌آورد. سه سال بعد، او در نقش یک معتاد الکلی در فیلم تحسین شده ترک لاس وگاس بازی کرد. او برای بازی خود نامزدی جایزه بفتا را در بخش بهترین بازیگر نقش اول مرد کسب کرد. کیج همچنین برنده جایزه گلدن گلوب بهترین بازیگر مرد – فیلم درام و جایزه اسکار بهترین بازیگر مرد شد. در سال ۲۰۰۲، او نخستین کارگردانی خود را در فیلم سانی انجام داد. کیج در فیلم اقتباس، چارلی کافمن را به تصویر می‌کشد؛ فیلم دیگری که مورد تحسین منتقدان قرار گرفت و آخرین نامزدی بهترین بازیگر مرد از جوایز اسکار، بفتا، و گلدن گلوب را برای او به ارمغان آورد.
از آن زمان به بعد، کیج در تعدادی از فیلم‌های اکشن و درام ایفای نقش کرده‌است، که برخی از آنها مستقیماً به صورت ویدیویی بودند. حضور او در ژانرهای گوناگون فیلم در این دوران، بر محبوبیت او افزود و هوادارانی پیدا کرد. گاردین می‌نویسد: «در دستان کیج، لحظات کارتونی با احساسات واقعی آغشته می‌شوند و احساسات واقعی به کارتون تبدیل می‌شوند. او نامنظم و غیرقابل پیش‌بینی است. او دلربا و جذاب است. او یک هنرمند است. او یک تروبادور است. او یک نوازندهٔ جاز است.» در سال ۲۰۱۳، او صداپیشگی گراگ را در انیمیشن غارنشینان بر عهده گرفت، پویانمایی که پردرآمدترین فیلم در بین تمام نقش‌های او شد. سوپرمن در تایتان‌های نوجوان به سینما می‌آیند! و پیتر پارکر / مرد عنکبوتی نوآر در مرد عنکبوتی: به درون دنیای عنکبوتی (هر دو ۲۰۱۸) از نقش‌های صوتی دیگر او محسوب می‌شوند. کیج همچنین در چندین فیلم تحسین شده از جمله مندی (۲۰۱۸)، رنگ خارج از فضا (۲۰۱۹)، خوک (۲۰۲۱)، سنگینی طاقت‌فرسای استعداد فراوان (۲۰۲۲)، سناریوی رویایی (۲۰۲۳) و لنگ‌دراز (۲۰۲۴) به ایفای نقش پرداخته‌است.

## فیلم
| سال  | عنوان                                         | نقش                           | یادداشت‌ها                                  | منبع    |
| ---- | --------------------------------------------- | ----------------------------- | ------------------------------------------ | ------- |
| ۱۹۸۲ | اوقات خوش در ریجمونت های                      | دوست برد                      | ذکرشده با نام نیکلاس کاپولا در تیتراژ      | [ ۱ ]   |
| ۱۹۸۳ | دختر دره                                      | رندی                          |                                            | [ ۱۶ ]  |
| ۱۹۸۳ | ماهی جنگی                                     | اسموکی                        |                                            | [ ۱۷ ]  |
| ۱۹۸۴ | مسابقه با ماه                                 | نیکی                          |                                            | [ ۱۸ ]  |
| ۱۹۸۴ | انجمن پنبه                                    | وینسنت دوایر                  |                                            | [ ۱۹ ]  |
| ۱۹۸۴ | بردی                                          | آل کلمباتو                    |                                            | [ ۲۰ ]  |
| ۱۹۸۶ | پسر آبی‌پوش                                    | ند هنلان                      |                                            | [ ۲۱ ]  |
| ۱۹۸۶ | پگی سو ازدواج کرد                             | چارلی بودل                    |                                            | [ ۲۲ ]  |
| ۱۹۸۷ | بزرگ کردن آریزونا                             | اچ.آی. مک‌داناف                |                                            | [ ۲۳ ]  |
| ۱۹۸۷ | ماه‌زده                                        | رونی کاماری                   |                                            | [ ۲۴ ]  |
| ۱۹۸۸ | بوسه خون‌آشام                                  | پیتر لو                       |                                            | [ ۶ ]   |
| ۱۹۸۹ | سه‌شنبه‌ها هرگز                                 | مردی در ماشین مسابقه‌ای سرخ    | فیلم ویدیوئی؛ کمیو ذکرنشده                 | [ ۲۵ ]  |
| ۱۹۸۹ | زمانی برای کشتن                               | انریکو سیلوستری               |                                            | [ ۲۶ ]  |
| ۱۹۹۰ | از ته دل وحشی                                 | ملوان ریپلی                   |                                            | [ ۲۷ ]  |
| ۱۹۹۰ | پرندگان آتشین                                 | جیک پرستون                    |                                            | [ ۲۸ ]  |
| ۱۹۹۱ | زاندالی                                       | جانی کالینز                   | فیلم ویدیوئی                               | [ ۲۹ ]  |
| ۱۹۹۲ | ماه عسل در وگاس                               | جک سینگر                      |                                            | [ ۳۰ ]  |
| ۱۹۹۳ | آموس و اندرو                                  | آموس اودل                     |                                            | [ ۳۱ ]  |
| ۱۹۹۳ | غرب رد راک                                    | مایکل                         |                                            | [ ۳۲ ]  |
| ۱۹۹۳ | سقوط مرگبار                                   | ادی                           |                                            | [ ۳۳ ]  |
| ۱۹۹۴ | محافظت از تس                                  | داگ چسنیک                     |                                            | [ ۳۴ ]  |
| ۱۹۹۴ | ممکن است برای تو هم اتفاق بیفتد               | چارلی لنگ                     |                                            | [ ۳۵ ]  |
| ۱۹۹۴ | به‌دام‌افتاده در بهشت                           | بیل فیرپو                     |                                            | [ ۳۶ ]  |
| ۱۹۹۴ | یک قرن سینما                                  | خودش                          | مستند                                      | [ ۳۷ ]  |
| ۱۹۹۵ | بوسه مرگ                                      | جونیور براون کوچولو           |                                            | [ ۳۸ ]  |
| ۱۹۹۵ | ترک لاس وگاس                                  | بن ساندرسون                   |                                            | [ ۳۹ ]  |
| ۱۹۹۶ | صخره                                          | استنلی گودسپید                |                                            | [ ۴۰ ]  |
| ۱۹۹۷ | هواپیمای محکومین                              | کامرون پو                     |                                            | [ ۴۱ ]  |
| ۱۹۹۷ | تغییر چهره                                    | کاستور تروی                   |                                            | [ ۴۲ ]  |
| ۱۹۹۸ | شهر فرشته‌ها                                   | ست                            |                                            | [ ۴۳ ]  |
| ۱۹۹۸ | چشمان مار                                     | ریک سانتورو                   |                                            | [ ۴۴ ]  |
| ۱۹۹۹ | ۸میلی‌متری                                     | تام ولز                       |                                            | [ ۴۵ ]  |
| ۱۹۹۹ | احیای مردگان                                  | فرانک پیرس                    |                                            | [ ۴۶ ]  |
| ۲۰۰۰ | سرقت در ۶۰ ثانیه                              | ممفیس رینز                    |                                            | [ ۴۷ ]  |
| ۲۰۰۰ | مرد خانواده                                   | جک کمبل                       |                                            | [ ۴۸ ]  |
| ۲۰۰۰ | بل ایر                                        | —                             | تهیه‌کننده                                  | [ ۴۹ ]  |
| ۲۰۰۰ | سایه خون‌آشام                                  | —                             | تهیه‌کننده                                  | [ ۵۰ ]  |
| ۲۰۰۱ | ماندولین کاپیتان کارولی                       | کاپیتان آنتونیو کورلی         |                                            | [ ۵۱ ]  |
| ۲۰۰۱ | سرود کریسمس: فیلم                             | مارلی                         | صداپیشه                                    | [ ۵۲ ]  |
| ۲۰۰۲ | رمزگویان باد                                  | جو اندرز                      |                                            | [ ۵۳ ]  |
| ۲۰۰۲ | سانی                                          | اسید یلو                      | همچنین کارگردان و تهیه‌کننده                | [ ۵۴ ]  |
| ۲۰۰۲ | اقتباس                                        | چارلی کافمن / دونالد کافمن    |                                            | [ ۵۵ ]  |
| ۲۰۰۳ | زندگی دیوید گیل                               | —                             | تهیه‌کننده                                  | [ ۵۶ ]  |
| ۲۰۰۳ | مردان چوب‌کبریتی                               | روی والر                      |                                            | [ ۵۷ ]  |
| ۲۰۰۴ | گنجینه ملی                                    | بنجامین فرانکلین گیتس         |                                            | [ ۵۸ ]  |
| ۲۰۰۵ | ارباب جنگ                                     | یوری اورلوف                   | همچنین تهیه‌کننده                           | [ ۵۹ ]  |
| ۲۰۰۵ | هواشناس                                       | دیوید اسپریتز                 |                                            | [ ۶۰ ]  |
| ۲۰۰۶ | مورچه‌کش                                       | زوک                           | صداپیشه                                    | [ ۶۱ ]  |
| ۲۰۰۶ | مرکز تجارت جهانی                              | جان مک‌لافلین                  |                                            | [ ۶۲ ]  |
| ۲۰۰۶ | مرد حصیری                                     | ادوارد مالوس                  | همچنین تهیه‌کننده                           | [ ۶۳ ]  |
| ۲۰۰۷ | روح‌سوار                                       | روح‌سوار (جانی بلیز)           |                                            | [ ۶۴ ]  |
| ۲۰۰۷ | گرایندهاوس                                    | فو مانچو                      | بخش: «زنان گرگینه اس‌اس»؛ در تیتراژ ذکرنشده | [ ۶۵ ]  |
| ۲۰۰۷ | آینده                                         | کریس جانسون                   | همچنین تهیه‌کننده                           | [ ۶۶ ]  |
| ۲۰۰۷ | گنجینه ملی: کتاب رمز                          | بنجامین فرانکلین گیتس         |                                            | [ ۶۷ ]  |
| ۲۰۰۸ | بانکوک خطرناک                                 | جو                            | همچنین تهیه‌کننده                           | [ ۶۸ ]  |
| ۲۰۰۹ | پیشگویی                                       | جان کوستلر                    |                                            | [ ۶۹ ]  |
| ۲۰۰۹ | جی-فورس                                       | اسپکلز                        | صداپیشه                                    | [ ۷۰ ]  |
| ۲۰۰۹ | ستوان بد: بندر نیواورلئان                     | ترنس مک‌دانا                   |                                            | [ ۷۱ ]  |
| ۲۰۰۹ | پسر فضایی                                     | دکتر تنما                     | صداپیشه                                    | [ ۷۲ ]  |
| ۲۰۱۰ | کیک-اس                                        | دیمون مکریدی / بیگ ددی        |                                            | [ ۷۳ ]  |
| ۲۰۱۰ | شاگرد جادوگر                                  | بالتازار                      | همچنین تهیه‌کنندهٔ اجرایی                    | [ ۷۴ ]  |
| ۲۰۱۱ | فصل جادوگری                                   | بهمن                          |                                            | [ ۷۵ ]  |
| ۲۰۱۱ | رانندگی جنون                                  | میلتون                        |                                            | [ ۷۶ ]  |
| ۲۰۱۱ | جستجوی عدالت                                  | ویل جرارد                     |                                            | [ ۷۷ ]  |
| ۲۰۱۱ | تعدی                                          | کایل میلر                     |                                            | [ ۷۸ ]  |
| ۲۰۱۱ | گوست رایدر: روح انتقام                        | روح‌سوار (جانی بلیز)           |                                            | [ ۷۹ ]  |
| ۲۰۱۲ | هزار کلمه                                     | —                             | تهیه‌کننده                                  | [ ۸۰ ]  |
| ۲۰۱۲ | دزدیده‌شده                                     | ویل مونتگومری                 |                                            | [ ۸۱ ]  |
| ۲۰۱۲ | طاقت از دست دادن تو را ندارم: در رفتن از پلیس | —                             | تهیه‌کننده؛ مستند                           | [ ۸۲ ]  |
| ۲۰۱۳ | غارنشینان                                     | گراگ                          | صداپیشه                                    | [ ۸۳ ]  |
| ۲۰۱۳ | سرزمین منجمد                                  | گروهبان جک هالکومب            |                                            | [ ۸۴ ]  |
| ۲۰۱۳ | جو                                            | جو                            |                                            | [ ۸۵ ]  |
| ۲۰۱۴ | خشم                                           | پل مگوایر                     | فیلم ویدیوئی                               | [ ۸۶ ]  |
| ۲۰۱۴ | رانده‌شده                                      | گالین                         |                                            | [ ۸۷ ]  |
| ۲۰۱۴ | جا مانده                                      | ریفورد استیل                  |                                            | [ ۸۸ ]  |
| ۲۰۱۴ | مرگ روشنایی                                   | دریاچه ایوان                  | فیلم ویدیوئی                               | [ ۸۹ ]  |
| ۲۰۱۵ | دونده                                         | کالین پرایس                   |                                            | [ ۹۰ ]  |
| ۲۰۱۵ | تسویه حساب با روح                             | مایک لافورد                   |                                            | [ ۹۱ ]  |
| ۲۰۱۶ | تراست                                         | استون                         |                                            | [ ۹۲ ]  |
| ۲۰۱۶ | قانون جنگل                                    | تروی                          |                                            | [ ۹۳ ]  |
| ۲۰۱۶ | اسنودن                                        | هنک فارستر                    |                                            | [ ۹۴ ]  |
| ۲۰۱۶ | یواس‌اس ایندیاناپلیس: مردان دلیر               | کاپیتان مک‌وی                  |                                            | [ ۹۵ ]  |
| ۲۰۱۶ | ارتش یک‌نفره                                   | گری فالکنر                    |                                            | [ ۹۶ ]  |
| ۲۰۱۷ | آرسنال                                        | ادی کینگ                      | فیلم ویدیوئی                               | [ ۹۷ ]  |
| ۲۰۱۷ | انتقام: یک داستان عاشقانه                     | جان                           | همچنین تهیه‌کننده                           | [ ۹۸ ]  |
| ۲۰۱۷ | غیرقابل تصور                                  | دکتر برایان مورگان            |                                            | [ ۹۹ ]  |
| ۲۰۱۷ | مامان و بابا                                  | برنت                          |                                            | [ ۱۰۰ ] |
| ۲۰۱۸ | مندی                                          | رد میلر                       |                                            | [ ۱۰۱ ] |
| ۲۰۱۸ | به آینه نگاه کن                               | اشعه                          | فیلم ویدیوئی                               | [ ۱۰۲ ] |
| ۲۰۱۸ | دفتر بشریت                                    | نوحا کراس                     | فیلم ویدیوئی                               | [ ۱۰۳ ] |
| ۲۰۱۸ | ۲۱۱                                           | مایک چندلر                    | فیلم ویدیوئی                               | [ ۱۰۴ ] |
| ۲۰۱۸ | تایتان‌های نوجوان به سینما می‌آیند!             | سوپرمن                        | صداپیشه                                    | [ ۱۰۵ ] |
| ۲۰۱۸ | مرد عنکبوتی: به درون دنیای عنکبوتی            | پیتر پارکر / مرد عنکبوتی نوآر | صداپیشه                                    | [ ۱۰۶ ] |
| ۲۰۱۸ | بین جهان‌ها                                    | جو میجرز                      | فیلم ویدیوئی                               | [ ۱۰۷ ] |
| ۲۰۱۹ | عشق آنتوشا                                    | راوی                          | صداپیشه؛ مستند                             | [ ۱۰۸ ] |
| ۲۰۱۹ | یک حساب برای تسویه                            | فرانک                         | فیلم ویدیوئی؛ همچنین تهیه‌کنندهٔ اجرایی      | [ ۱۰۹ ] |
| ۲۰۱۹ | رنگ خارج از فضا                               | ناتان                         |                                            | [ ۱۱۰ ] |
| ۲۰۱۹ | دویدن با شیطان                                | آشپز                          | فیلم ویدیوئی                               | [ ۱۱۱ ] |
| ۲۰۱۹ | زنجیره کشتار                                  | آرانا                         | فیلم ویدیوئی                               | [ ۱۱۲ ] |
| ۲۰۱۹ | بدوی                                          | فرانک والش                    | فیلم ویدیوئی                               | [ ۱۱۳ ] |
| ۲۰۱۹ | جزیره بزرگ                                    | والتر                         | فیلم ویدیوئی                               | [ ۱۱۴ ] |
| ۲۰۲۰ | جوجیتسو                                       | ویلی                          | فیلم ویدیوئی                               | [ ۱۱۵ ] |
| ۲۰۲۰ | غارنشینان: عصر جدید                           | گراگ                          | صداپیشه                                    | [ ۱۱۶ ] |
| ۲۰۲۱ | زندانیان سرزمین شبح                           | هیرو                          |                                            | [ ۱۱۷ ] |
| ۲۰۲۱ | سرزمین عجایب ویلی                             | سرایدار                       | همچنین تهیه‌کننده                           | [ ۱۱۸ ] |
| ۲۰۲۱ | خوک                                           | رابین «راب» فلد               | همچنین تهیه‌کننده                           | [ ۱۱۹ ] |
| ۲۰۲۲ | سنگینی طاقت‌فرسای استعداد فراوان               | نیک کیج / نیکی کیج            | همچنین تهیه‌کننده                           | [ ۱۲۰ ] |
| ۲۰۲۲ | گذرگاه قصاب                                   | میلر                          |                                            | [ ۱۲۱ ] |
| ۲۰۲۳ | راه قدیمی                                     | کولتون بریگز                  |                                            | [ ۱۲۲ ] |
| ۲۰۲۳ | رنفیلد                                        | کنت دراکولا                   |                                            | [ ۱۲۳ ] |
| ۲۰۲۳ | فلش                                           | سوپرمن                        | کمیو ذکرنشده                               | [ ۱۲۴ ] |
| ۲۰۲۳ | همدردی با شیطان                               |                               |                                            | [ ۱۲۵ ] |
| ۲۰۲۳ | برنامه بازنشستگی                              | مت                            |                                            | [ ۱۲۶ ] |
| ۲۰۲۳ | سناریوی رویایی                                |                               |                                            | [ ۱۲۷ ] |
| ۲۰۲۴ | آرکادیان                                      | پل                            |                                            | [ ۱۲۸ ] |
| ۲۰۲۴ | موج‌سوار                                       |                               |                                            | [ ۱۲۹ ] |
| ۲۰۲۴ | لنگ‌دراز                                       |                               | همچنین تهیه‌کننده                           | [ ۱۳۰ ] |
| ۲۰۲۵ | تفنگداران                                     | بن                            |                                            |         |
| ۲۰۲۶ | جان مدن                                       | جان مدن                       | آماده اکران                                |         |

| به آثاری اشاره دارد که در حال حاضر منتشر نشده‌اند | به آثاری اشاره دارد که در حال حاضر منتشر نشده‌اند |

## تلویزیون
| سال        | عنوان              | نقش    | یادداشت‌ها                                               | منبع    |
| ---------- | ------------------ | ------ | ------------------------------------------------------- | ------- |
| ۱۹۸۱       | بهترین اوقات       | نیکلاس | قسمت آزمایشی؛ ذکرشده به عنوان نیکلاس کاپولا در تیتراژ   | [ ۱۳۱ ] |
| ۱۹۹۲؛ ۲۰۱۲ | پخش زنده شنبه شب   | خودش   | میزبان (۱۹۹۲)؛ حضور کوتاه در به‌روزرسانی آخر هفته (۲۰۱۲) | [ ۱۳۲ ] |
| ۲۰۰۷       | پرونده‌های درسدن    | —      | فقط تهیه‌کننده اجرایی                                    | [ ۱۳۳ ] |
| ۲۰۲۱       | تاریخچه الفاظ رکیک | خودش   | میزبان؛ ۶ قسمت                                          | [ ۱۳۴ ] |

## بازی ویدئویی
| سال  | عنوان    | شخصیت      | یادداشت‌ها     | منبع    |
| ---- | -------- | ---------- | ------------- | ------- |
| ۲۰۲۳ | مرگ سحری | نیکلاس کیج | صداپیشه و مدل | [ ۱۳۵ ] |